# Liste der Landschaftsschutzgebiete im Kreis Stormarn
Liste der Landschaftsschutzgebiete im Kreis Stormarn in Schleswig-Holstein.
| Bild                 | Nummer   | Bezeichnung des Gebietes                                                        | Fläche in Hektar | WDPA-ID   | Koordinaten | Gemeinde(n)                                    | Datum der Verordnung | Fundstelle |
| -------------------- | -------- | ------------------------------------------------------------------------------- | ---------------- | --------- | ----------- | ---------------------------------------------- | -------------------- | ---------- |
|                      | 62-OD-03 | Willinghusen                                                                    | 491,76           | 325896    | Position    | Barsbüttel                                     | 1968                 |            |
| Glinde               | 62-OD-04 | Glinde                                                                          | 230,58           | 321106    | Position    | Glinde                                         | 1968                 |            |
|                      | 62-OD-05 | Großhansdorf                                                                    | 765,37           | 321210    | Position    | Großhansdorf                                   | 1968                 |            |
|                      | 62-OD-06 | Barsbüttel                                                                      | 332,44           | 319795    | Position    | Barsbüttel                                     | 1968                 |            |
|                      | 62-OD-07 | Elmenhorst                                                                      | 532,85           | 320602    | Position    | Elmenhorst                                     | 1969                 |            |
|                      | 62-OD-08 | Sühlen                                                                          | 285,61           | 324946    | Position    | Travenbrück                                    | 1969                 |            |
| Grande               | 62-OD-10 | Grande                                                                          | 462,15           | 321146    | Position    | Grande                                         | 1969                 |            |
|                      | 62-OD-12 | Ahrensfelde                                                                     | 375,89           | 319458    | Position    | Ahrensburg                                     | 1964                 |            |
| Havighorst           | 62-OD-13 | Havighorst b. Reinbek                                                           | 402,72           | 321456    | Position    | Oststeinbek                                    | 1969                 |            |
|                      | 62-OD-14 | Stemwarde                                                                       | 579,72           | 324838    | Position    | Barsbüttel                                     | 1969                 |            |
|                      | 62-OD-15 | Tangstedt, Ortsteil Tangstedt                                                   | 955,48           | 325099    | Position    | Tangstedt                                      | 1969                 |            |
|                      | 62-OD-16 | Schlamersdorf                                                                   | 509,69           | 324157    | Position    | Travenbrück                                    | 1970                 |            |
|                      | 62-OD-17 | Steinfeld                                                                       | 757,14           | 324816    | Position    | Feldhorst                                      | 1970                 |            |
|                      | 62-OD-18 | Kronshorst                                                                      | 436,71           | 322338    | Position    | Brunsbek                                       | 1970                 |            |
| Witzhave             | 62-OD-19 | Witzhave                                                                        | 530,20           | 325924    | Position    | Witzhave                                       | 1970                 |            |
|                      | 62-OD-20 | Jersbek                                                                         | 1.148,75         | 322000    | Position    | Jersbek                                        | 1970                 |            |
|                      | 62-OD-21 | Klein Barnitz                                                                   | 273,90           | 322162    | Position    | Barnitz                                        | 1970                 |            |
|                      | 62-OD-22 | Oststeinbek                                                                     | 256,00           | 323597    | Position    | Oststeinbek                                    | 1970                 |            |
|                      | 62-OD-24 | Lokfeld                                                                         | 235,38           | 322662    | Position    | Barnitz                                        | 1970                 |            |
|                      | 62-OD-25 | Meddewade                                                                       | 258,80           | 322932    | Position    | Meddewade                                      | 1970                 |            |
|                      | 62-OD-26 | Tralau                                                                          | 1.554,85         | 325212    | Position    | Travenbrück                                    | 1970                 |            |
|                      | 62-OD-29 | Rethwisch                                                                       | 1.233,54         | 323825    | Position    | Rethwisch                                      | 1970                 |            |
|                      | 62-OD-30 | Grabau                                                                          | 871,12           | 321136    | Position    | Grabau                                         | 1970                 |            |
|                      | 62-OD-31 | Klein Hansdorf                                                                  | 243,01           | 322164    | Position    | Jersbek                                        | 1970                 |            |
|                      | 62-OD-32 | Großensee                                                                       | 1.112,73         | 319417    | Position    | Großensee                                      | 1970                 |            |
|                      | 62-OD-33 | Grönwohld                                                                       | 825,61           | 321173    | Position    | Grönwohld                                      | 1971                 |            |
|                      | 62-OD-34 | Rausdorf                                                                        | 470,48           | 323754    | Position    | Rausdorf                                       | 1971                 |            |
|                      | 62-OD-35 | Sehmsdorf                                                                       | 143,47           | 324531    | Position    | Bad Oldesloe                                   | 1971                 |            |
|                      | 62-OD-36 | Bargfeld-Stegen                                                                 | 1.555,26         | 319784    | Position    | Bargfeld-Stegen                                | 1971                 |            |
|                      | 62-OD-37 | Lütjensee                                                                       | 1.149,62         | 322867    | Position    | Lütjensee                                      | 1972                 |            |
|                      | 62-OD-38 | Köthel                                                                          | 370,90           | 322288    | Position    | Köthel                                         | 1972                 |            |
|                      | 62-OD-39 | Tremsbüttel                                                                     | 844,12           | 325225    | Position    | Tremsbüttel                                    | 1972                 |            |
|                      | 62-OD-40 | Reinfeld                                                                        | 1.205,11         | 323789    | Position    | Reinfeld                                       | 1972                 |            |
|                      | 62-OD-41 | Stapelfeld                                                                      | 352,88           | 324776    | Position    | Stapelfeld                                     | 1972                 |            |
|                      | 62-OD-42 | Hoisdorf                                                                        | 1.153,69         | 321724    | Position    | Hoisdorf                                       | 1972                 |            |
| Trittauer Mühlenbach | 62-OD-43 | Trittau                                                                         | 796,17           | 325235    | Position    | Trittau                                        | 1972                 |            |
|                      | 62-OD-45 | Benstaben                                                                       | 277,93           | 319865    | Position    | Barnitz                                        | 1972                 |            |
|                      | 62-OD-46 | Stellau                                                                         | 592,51           | 324829    | Position    | Barsbüttel                                     | 1972                 |            |
|                      | 62-OD-47 | Nienwohld                                                                       | 631,10           | 323224    | Position    | Nienwohld                                      | 1972                 |            |
|                      | 62-OD-49 | Neritz                                                                          | 326,78           | 323173    | Position    | Neritz                                         | 1972                 |            |
|                      | 62-OD-50 | Sprenge                                                                         | 696,71           | 324740    | Position    | Steinburg                                      | 1972                 |            |
|                      | 62-OD-52 | Eichede                                                                         | 1.096,99         | 555550078 | Position    | Steinburg                                      | 1973                 |            |
|                      | 62-OD-53 | Todendorf                                                                       | 1.234,91         | 325184    | Position    | Todendorf                                      | 1973                 |            |
|                      | 62-OD-54 | Rümpel                                                                          | 541,28           | 324044    | Position    | Rümpel                                         | 1973                 |            |
|                      | 62-OD-55 | Hohenfelde                                                                      | 150,82           | 321696    | Position    | Hohenfelde                                     | 1973                 |            |
|                      | 62-OD-57 | Rohlfshagen                                                                     | 467,61           | 323928    | Position    | Rümpel                                         | 1973                 |            |
|                      | 62-OD-58 | Lasbek-Gut                                                                      | 290,61           | 322526    | Position    | Lasbek                                         | 1973                 |            |
|                      | 62-OD-59 | Pölitz                                                                          | 597,44           | 323695    | Position    | Pölitz                                         | 1973                 |            |
|                      | 62-OD-60 | Lasbek-Dorf                                                                     | 396,07           | 322525    | Position    | Lasbek                                         | 1973                 |            |
|                      | 62-OD-61 | Kurpark                                                                         | 21,23            | 322370    | Position    | Bad Oldesloe                                   | 1975                 |            |
|                      | 62-OD-62 | Tangstedt, Ortsteile Wilstedt-Siedlung und Wilstedt                             | 287,54           | 325100    | Position    | Tangstedt                                      | 1975                 |            |
|                      | 62-OD-63 | Ammersbek                                                                       | 1.021,02         | 555550079 | Position    | Ammersbek                                      | 1999                 |            |
|                      | 62-OD-64 | Wallberg und waldreiche Endmoränenlandschaft bei Heidekamp                      | 285,19           | 555550080 | Position    | Heidekamp                                      | 1969                 |            |
|                      | 62-OD-65 | Wesenberger Grundmoränenlandschaft                                              | 380,04           | 555550081 | Position    | Wesenberg, Hamberge                            | 1972                 |            |
|                      | 62-OD-66 | Travetal zwischen Lokfeld und Lübecker Stadtgrenze                              | 397,69           | 555550082 | Position    | Hamberge, Klein Wesenberg, Wesenberg           | 1969                 |            |
|                      | 62-OD-67 | Knicklandschaft und Feuchtwälder nördlich Hamberge                              | 232,85           | 555550083 | Position    | Hamberge                                       | 2004                 |            |
|                      | 62-OD-68 | Grinautal                                                                       | 170,46           | 555550084 | Position    | Klein Wesenberg                                | 1970                 |            |
| Oher Tannen          | 62-OD-69 | Hahnenkoppel                                                                    | 177,20           | 555550085 | Position    | Reinbek                                        | 1970                 |            |
| Oher Tannen          | 62-OD-70 | Oher Tannen                                                                     | 785,54           | 555550086 | Position    | Reinbek                                        | 1970                 |            |
| Klingeberg           | 62-OD-71 | Klingeberg                                                                      | 363,54           | 555550087 | Position    | Reinbek                                        | 1970                 |            |
| Billetal             | 62-OD-72 | Billetal                                                                        | 206,75           | 555550088 | Position    | Reinbek                                        | 1973                 |            |
|                      | 62-OD-73 | Westerautal und umgebende Kulturlandschaft                                      | 882,01           | 555550089 | Position    | Barnitz, Klein Wesenberg, Rethwisch, Westerau  | 2007                 |            |
|                      | 62-OD-74 | Fischbeker Moor                                                                 | 494,24           | 555550090 | Position    | Elmenhorst                                     | 1969                 |            |
|                      | 62-OD-75 | Fischbeker Mühlengrund mit Norderbesteniederung und umgebender Kulturlandschaft | 604,44           | 555550091 | Position    | Elmenhorst                                     | 1972                 |            |
|                      | 62-OD-76 | Trittauer Heide und Helkenteich                                                 | 260,61           | 555550092 | Position    | Trittau                                        | 1969                 |            |
| Corbek in Witzhave   |          | Corbek, Brunsteichbach und Brunsbach                                            | 1004,00          |           |             | Braak, Brunsbek, Großensee, Rausdorf, Witzhave | 2012                 | Verordnung |

Anmerkung
1. ↑  Die Koordinaten entsprechen dem Mittelpunkt eines Rechtecks, das die Grenzen des Landschaftsschutzgebietes einrahmt. Aufgrund der Form eines Areals können sie auch außerhalb des eigentlichen Gebietes liegen. Die Tabellenspalte Karte gibt die genauen Grenzen an.